# Cecilia Sala
Cecilia Sala (Roma, 26 luglio 1995) è una giornalista italiana che tratta temi di cronaca internazionale.

## Biografia
Nata nel 1995 a Roma, è figlia di Renato Sala, dirigente bancario, e di Elisabetta Vernoni, dirigente aziendale. Nella capitale consegue il diploma presso il liceo scientifico statale Camillo Cavour, mentre dal 2014 al 2018 frequenta il corso di laurea triennale in Economia all'Università commerciale Luigi Bocconi di Milano, interrompendo gli studi a sei esami dal conseguimento del titolo.
Il suo compagno è il giornalista Daniele Raineri, esperto di cronaca internazionale, che ha lavorato per Il Foglio, la Repubblica e Il Post.

### Carriera giornalistica
Nel 2015 inizia a collaborare come inviata e reporter con Vice; successivamente passa a lavorare con Michele Santoro a Servizio pubblico su LA7. Nel 2019 si iscrive all'Ordine dei giornalisti del Lazio, diventando quindi giornalista professionista. Nel corso degli anni ha collaborato con Vanity Fair, L'Espresso, la Rai e Will Media e ha lavorato nella redazione di Otto e mezzo su LA7. Dal novembre 2019 entra a far parte della redazione de Il Foglio.
Nel 2020 realizza per Huffington Post, in collaborazione con Chiara Lalli, Polvere, un podcast in otto puntate sull'omicidio di Marta Russo. L'anno successivo, sullo stesso tema, pubblica con Mondadori il saggio Polvere. Il caso Marta Russo. Dal 10 gennaio 2022 diventa autrice e voce di un nuovo podcast, Stories, pubblicato quotidianamente su Chora Media. Ha partecipato come ospite alle trasmissioni televisive Piazzapulita, Dimartedì, L'aria che tira e In altre parole di LA7 e Le parole di Rai 3.

## Detenzione in Iran
Il 16 dicembre 2024 l'ingegnere iraniano Mohammad Abedini Najafabadi veniva arrestato a Milano su richiesta degli Stati Uniti, nell'ambito di un'indagine che lo vede accusato di aver fornito materiale tecnologico militare ai pasdaran.
Tre giorni dopo, il 19 dicembre 2024, Cecilia Sala è stata arrestata in albergo a Teheran, in Iran, mentre si trovava nel Paese con un regolare visto giornalistico per lavorare ad alcune nuove puntate del podcast Stories. La notizia dell'arresto è stata resa nota pubblicamente dal Ministero degli esteri italiano il successivo 27 dicembre, quando l'ambasciatrice d'Italia a Teheran, Paola Amadei, ha potuto incontrare la giornalista tenuta in isolamento presso la prigione di Evin, nella quale sono abitualmente detenuti gli oppositori politici e i cittadini stranieri. Il 30 dicembre il Dipartimento generale dei media esteri del Ministero della cultura e dell'orientamento islamico dichiarava che Cecilia Sala era stata fermata dalle autorità "per aver violato le leggi della Repubblica islamica dell'Iran".
L'arresto ha avuto immediata eco politica: il 1º gennaio 2025 il Ministero degli esteri italiano ha formalmente chiesto alle autorità politiche iraniane "garanzie totali sulle condizioni di detenzione di Cecilia Sala" e la "liberazione immediata" della giornalista." Il rilascio è stato chiesto all'Iran anche dall'Alta rappresentante dell'Unione europea per la politica estera, Kaja Kallas, e dal Dipartimento di Stato degli USA.
Il 2 gennaio 2025 l’ambasciatore iraniano a Roma, Mohammad Reza Sabouri, ha confermato che la detenzione di Cecilia Sala in Iran era legata a quella dell'ingegnere Mohammed Abedini Najafabadi, in quel momento detenuto al Carcere di Opera di Milano, e di cui l'ambasciata iraniana aveva richiesto il rilascio. In seguito a negoziati fra i governi italiano, iraniano e statunitense, l'8 gennaio dello stesso anno la Presidenza del Consiglio ha diffuso una nota ufficiale in cui comunicava l'avvenuto rilascio di Sala e il suo immediato rientro in Italia.
Il 12 gennaio, successivamente al rilascio della giornalista italiana, il Ministro della giustizia, Carlo Nordio, ha chiesto la revoca della misura cautelare per Abedini, che è quindi stato rilasciato dal carcere ed è rientrato in Iran. Nonostante il legale italiano di Abedini abbia dichiarato che la sua liberazione era dovuta alla mancanza di condizioni che ne giustificassero l'estradizione negli Stati Uniti, essa è stata ampiamente interpretata dai media e dagli accademici come la prova di uno scambio di prigionieri tra l'Italia e l'Iran per risolvere la crisi diplomatica.
Il 19 gennaio, Sala è stata invitata dal conduttore Fabio Fazio alla trasmissione Che tempo che fa, in onda su Nove, dove ha raccontato i 21 giorni della sua prigionia.

## Podcast
- Polvere (2020), con Chiara Lalli.
- Stories (dal 2022).

## Premi e riconoscimenti
- Nel 2021 vince il premio giornalistico "Li omini boni" per la comunicazione.[44]
- Nel 2022 vince il premio giornalistico "Nilde Iotti" per la sezione carta stampata con l'articolo Il grande Satana per noi. Intervista al vicepresidente della Repubblica Islamica d'Iran, pubblicato su Vanity Fair.[45]
- Nel 2022 vince il premio "Penna d'Oro Giovani Talenti".[46]

## Altri media
Nel 2017 è apparsa nel video musicale di Caramelle della Dark Polo Gang.

## Opere
- Chiara Lalli e Cecilia Sala, Il caso Marta Russo, Milano, Mondadori, 2021, ISBN 9788804739791, OCLC 1350716230.
- Cecilia Sala, L'incendio, Milano, Mondadori, 2023, ISBN 8804735422, OCLC 1401104309.